# نشان ملی اریتره
نشان ملی اریتره در ۲۴ مه ۱۹۹۳ به مناسبت اعلام استقلال اریتره از اتیوپی به تصویب رسید. نشان ملی عمدتاً شتری نشان می‌دهد که با یک تاج گل زیتون احاطه شده است.